# Sillfiske i Bohuslän
Sillfiske i Bohuslän, även kallad Sillfiske vid Västkusten, är en svensk svartvit stumfilm från 1906 med foto av Robert Olsson. Filmen filmen spelades in i januari 1906 i Bohuslän och skildrar som titeln antyder sillfiske.